# Třída O a P
Třída O a P byla třída torpédoborců britského královského námořnictva z období druhé světové války. Celkem bylo postaveno 16 jednotek této třídy. Za druhé světové války jich bylo pět ztraceno. Tři jednotky této třídy byly v 50. letech přestavěny na fregaty typu 16 Tenacious. Zahraničními uživateli třídy byl Pákistán a Turecko.

## Pozadí vzniku
Tato třída představovala torpédoborce stavěné pro válečnou potřebu. Využívaly mírně zmenšený trup a pohonný systém třídy J. V letech 1940–1942 bylo postaveno celkem 16 jednotek tříd O a P. Postaveny byly ve dvou sériích po osmi kusech, přičemž jména lodí v každé sérii začínají na O a P.
Jednotky třídy O a P:
| Jméno                          | Loděnice                 | Založení kýlu | Spuštění na vodu | Přijetí do služby | Status |
| ------------------------------ | ------------------------ | ------------- | ---------------- | ----------------- | --- |
| Obdurate (G39)                 | William Denny, Dumbarton | duben 1940    | 19. února 1942   | září 1942         | Prodán do šrotu 1964. |
| Obedient (G48)                 | William Denny, Dumbarton | květen 1940   | 30. dubna 1942   | říjen 1942        | Prodán do šrotu 1962. |
| Offa (G29)                     | Fairfield, Govan         | červenec 1940 | 11. března 1941  | září 1941         | Od roku 1949 provozován Pákistánem jako Tariq. Vrácen 1959. |
| Onslaught (G04, ex Pathfinder) | Fairfield, Govan         | leden 1941    | 9. října 1941    | červen 1942       | Od roku 1951 provozován Pákistánem jako Tughril. Přestavěn na fregatu typu 16 Tenacious. Roku 1977 odzbrojen a využíván ve výcviku.                                                               |
| Onslow (G17, ex Pakenham)      | John Brown, Clydebank    | červenec 1940 | 31. března 1941  | říjen 1941        | Vůdčí loď. Od roku 1951 provozován Pákistánem jako Tippu Sultan. Přestavěn na fregatu typu 16 Tenacious. Vyřazen 1980 a následně využíván jako hulk.                                              |
| Opportune (G80)                | Thornycroft, Woolston    | březen 1940   | 21. ledna 1942   | srpen 1942        | Prodán do šrotu 1955. |
| Oribi (G66, ex Observer)       | Fairfield, Govan         | leden 1940    | 14. ledna 1941   | červenec 1941     | Od roku 1946 provozován Tureckem jako Gayret. |
| Orwell (G98)                   | Thornycroft, Woolston    | květen 1940   | 2. dubna 1942    | říjen 1942        | Roku 1952 přestavěn na fregatu typu 16 Tenacious. Prodán do šrotu 1965. |
| Pakenham (G06, ex Onslow)      | Hawthorn Leslie, Hebburn | únor 1940     | 28. ledna 1941   | únor 1942         | Vůdčí loď. Dne 16. dubna 1943 vážně poškozen ve střetu s italskými torpédovkami Cigno a Cassiopea třídy Spica a následně potopen vlastní posádkou.                                                |
| Paladin (G69)                  | John Brown, Clydebank    | červenec 1940 | 11. června 1941  | prosinec 1942     | Roku 1956 přestavěn na fregatu typu 16 Tenacious. Prodán do šrotu 1962. |
| Panther (G41)                  | Fairfield, Govan         | červenec 1940 | 28. května 1941  | prosinec 1941     | Dne 9. října 1943 ve východním Středomoří potopen německými bombardéry Junkers Ju 87. |
| Partridge (G30)                | Fairfield, Govan         | červen 1940   | 5. srpna 1941    | únor 1942         | Dne 18. prosince 1942 poblíž Oranu potopen německou ponorkou U-565. |
| Pathfinder (G10, ex Onslaught) | Hawthorn Leslie, Hebburn | březen 1940   | 10. dubna 1941   | duben 1942        | Dne 11. února 1945 těžce poškozen japonskými letadly, neopraven. |
| Penn (G77)                     | Vickers-Armstrongs, Tyne | prosinec 1939 | 12. února 1941   | únor 1942         | Prodán do šrotu 1950. |
| Petard (G56, ex Persistent)    | Vickers-Armstrongs, Tyne | prosinec 1939 | 27. března 1941  | červen 1942       | Roku 1956 přestavěn na fregatu typu 16 Tenacious. Prodán do šrotu 1967. |
| Porcupine (G93)                | Vickers-Armstrongs, Tyne | prosinec 1939 | 10. června 1941  | srpen 1942        | Dne 9. prosince 1942 těžce poškozen německou ponorkou U-602. Zásah torpéda torpédoborec rozpůlil. Nebyl opraven, ale obě poloviny byly zachráněny a využívány jako hulky pojmenované Pork a Pine. |

## Konstrukce

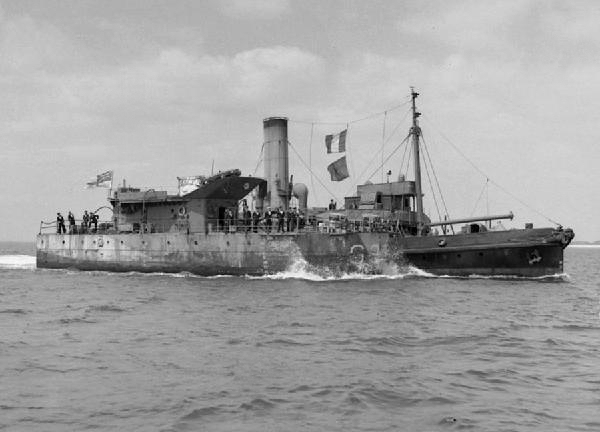
Záď torpédoborce HMS Porcupine je vlečena remorkérem Swarthy

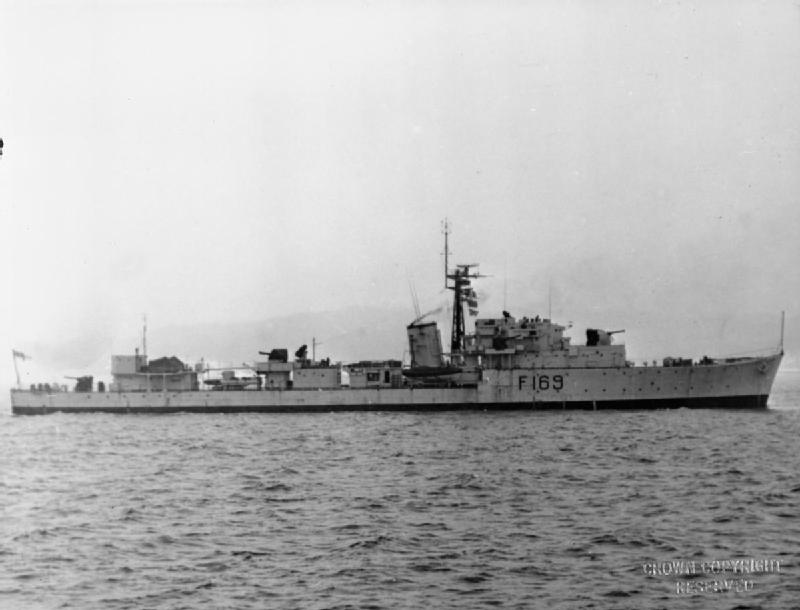
HMS Paladin po přestavbě na fregatu typu 16.

Podle hlavní výzbroje bylo možné třídu rozdělit do několika skupin. Hlavní výzbroj představovaly čtyři 102mm/45 kanóny Mk.V HA v jednodělové lafetaci. Torpédoborce Offa, Onslaught, Onslow a Oribi nesly čtyři 120mm kanóny. Torpédoborce Obedient, Obdurate, Opportune a Orwell nesly vybavení pro nasazení jako minonosky a jejich hlavní výzbroj byla redukována na tři kanóny (unesly až 60 min). Protiletadlovou výzbroj představovaly čtyři 40mm kanóny. Nesly též dva čtyřhlavňové 533mm torpédomety. K napadání ponorek sloužily dvě skluzavky a čtyři vrhače pro svrhávání hlubinných pum. Pohonný systém tvořily dva tříbubnové kotle Admiralty a dvě turbínová soustrojí Parsons o výkonu 40 000 hp, pohánějící dva lodní šrouby. Nejvyšší rychlost dosahovala 37 uzlů.

### Modifikace
Během služby byla výzbroj jednotlivých lodí různě modifikována. Například na celé třídě O a části třídy P jeden čtyřhlavňový torpédomet nahrazen 102mm/45 kanónem Mk.V HA.
Roku 1952 byl torpédoborec Orwell přestavěn na protipnorkovou fregatu typu 16 Tenacious. Roku 1956 byly přestavěny ještě torpédoborce Paladin a Petard.

## Operační služba
Za druhé světové války bylo ztraceno pět jednotek této třídy, z toho byly tři potopeny (Patridge, Pakenham, Panther) a dvě neopravitelně poškozeny (Porcupine a Pathfinder).

## Zahraniční uživatelé
Pákistán
- Pákistánské námořnictvo – v letech 1949–1951 získalo torpédoborce Tippu Sultan (ex Onslow), Tariq (ex Offa) a Tughril (ex Onslaught). V letech 1957–1959 byly Tippu Sultan a Tughril přestavěny na fregaty typu 16 Tenacious. Zatímco Tariq byl roku 1959 vrácen do Velké Británie, modernizované torpédoborce sloužily do konce 70. let.[3]

 Turecko
- Turecké námořnictvo – v červnu 1946 torpédoborec Gayret (ex Oribi). Vyřazen roku 1965.[4]